# Gainesville, Florida
Gainesville är en stad i Florida, USA. Invånarantalet var 114 375 år 2007. Den är huvudort (county seat) för Alachua County.
Gainesville är säte för University of Florida, som har haft föregångare i staden sedan 1858. Nuvarande campus är från 1905.